# Vladimir Vogel
Vladimir Rudolfowitsch Vogel (en rus Владимир Рудольфович Фогель, Moscou (Imperi Rus), 17 de febrer o 29 de febrer, 1896 - Zuric (Suïssa), entre el 19 o el 14 de juny). Fou un compositor el qual concepte musical es basava en la música de dotze tons que era popular a l'època. La seva obra principal consisteix en composicions vocals les veus de les quals es basen en una síntesi de la parla i la cançó.

## Biografia
Wladimir Vogel era fill d'una mare alemanya-bàltica i d'un pare alemany. Durant la Primera Guerra Mundial, la seva família va ser internada als Urals a causa de la seva ascendència, però a Vladimir se li va permetre marxar. Va anar a Berlín, on va estudiar amb Heinz Tiessen i Ferruccio Busoni entre 1918 i 1924. Va treballar com a compositor, professor de composició al Conservatori Klindworth-Scharwenka i crític musical. Va estar a prop del cercle expressionista d'Herwarth Walden i va ser actiu com a membre de la secció de música del grup de novembre de Max Butting i Hans Heinz Stuckenschmidt. A causa del seu compromís amb l'intercanvi cultural germano-soviètic i el moviment obrer, va haver d'abandonar Alemanya el 1933. La seva música va ser difamada pels nacionalsocialistes com a degenerada.
Més tard va anar a Londres per Estrasburg, Brussel·les i París. Entre el 1936 i el 1939 va estar a Zuric i va conèixer Aline Valangin, amb qui es va casar el 1954, aquest matrimoni va durar fins al 1965. Vogel i Valangin van viure a Ascona des del 1939 i als anys quaranta, on va donar suport a la "Settimane Musicali di Ascona" del 1946.
Com a compositor, va tenir una forta influència i duradora en les Jornades Mundials de la Música de la "International Society for Contemporary Music" ISCM: un rere l'altre al festival de Frankfurt de 1927. Principal el quartet de corda, 1931 a Oxford/Londres els 2 estudis d'orquestra, 1935 a Praga Variétude, 1936 a Barcelona Devise, 1939 a Varsòvia/Cracòvia el Scherzo/Finale del Concert per a violí, 1949 a Palerm/Taormina la 2a Suite de Thyl Claes, 1955 a Baden-Baden Arpiade (estrena) i la Cantata de Gotthard (estrena) a Zuric el 1957. Vogel també va exercir com a jurat a les Jornades Mundials de la Música ISCM el 1934.
Des de 1964 Vogel va tornar a Zuric. Es va naturalitzar a Suïssa quan es va casar el 1954. Abans li van prohibir la docència, fet que li va impedir treballar. Tampoc es va permetre interpretar la seva música. L'any 1948, a instàncies de Vogel, es va celebrar un "Congrés dodecafònic" a Orselina. Hi van participar, entre d'altres, Luigi Dallapiccola, Hermann Meier, Gian Francesco Malipiero, Karl Amadeus Hartmann, Rolf Liebermann i Erich Schmid. Les seves despulles reposen al cementiri de Witikon (tomba núm. 81222).

## Obra
Wladimir Vogel va compondre una simfonia, peces per a orquestra, orquestra de vent i corda, un concert per a violí i violoncel, obres per a cor, solistes i orquestra, les més importants de les quals, conegudes com a drama-orquestra, es basen en una síntesi de llenguatge i cant, i feina de música de cambra. Era un representant de la música de dotze tons. El "Holiday Journal" d'Ascona va escriure sobre els seus oratoris l'any 1960:
| « | "El que els diferencia d'altres obres del gènere és l'ús musical d'un cor parlant (és a dir, no només cantant). L'efecte d'aquest ús instrumental del llenguatge, és a dir, els seus propis sons i sorolls, el seu ritme especial i el seu gradient melòdic, és sempre sorprenent. Wladimir Vogel ha trobat una connexió interessant entre el so i la paraula que enriqueix la música." | » |

L'edició en línia de la "Neue Zürcher Zeitung" va descriure Vogel com "...probablement el mediador més important de la dodecafonía a Suïssa […]".
- Drei Sprechlieder d'August Stramm per a baríton i piano, 1922.
- Sinfonischer Vorgang per a gran Orquestra, 1922–23.
- Wagadus Untergang durch die Eitelkeit, Drama-Oratorio, 1930, per a cor mixt, cor parlant i cinc saxos, històries berbers de Leo Frobenius.
- Sinfonia fugata per a gran Orquestra, 1930–1932.
- Vier Etüden per a gran Orquestra, 1930–1932.
- Rallye, Peça per a orquestra, 1932.
- Thyl Claes, Parts I i II, Drama-Oratorio, 1941-42 i 1943-45, per a narradora, veu femenina, cor parlant i orquestra, basat en la novel·la La llegenda i les aventures heroiques, feliços i glorioses d'Ulenspiegel i Lamme Goedzak de Charles de Coster.

- Jona ging doch nach Ninive, Drama-Oratori, 1957–58.
- Meditazione sulla maschera di Modigliani, Drama-Oratori, 1960.
- An die akademische Jugend (Notker Balbulus) per a cor mixt a capella, 1962.
- Worte (Hans Arp) per a 2 veus i cordes, 1962.
- Flucht, Drama-Oratori, 1963–64.
- Mondträume (H. Arp), Permutacions i paràfrasis basades en versos de "Mondsand" de Hans Arp per a cor d'oradors a capella, 1965.
- Gli spaziali, Drama-Oratori, 1970–71.
- Abschied per a orquestra de corda, 1973.
- Meloformen per a orquestra de corda, 1974.
- Hommage basat en una seqüència de 6 tons de Hermann Jöhr per a cordes en qualsevol instrumentació, 1975.
- Composició per a orquestra de cambra, 1976, per encàrrec de Paul Sacher.
- In Signum IM per a gra orquestra, 1976.
- Verstrebungen per a orquestra de cambra, 1977.
- Reigen per a orquestra de cambra, 1981.
- Humoreske, Paràfrasis sobre 2 temes de Gottschalk i Txaikovski per a gran orquestra, 1981.
- Kontraste per a gran orquestra, 1983.